# Aéroport militaire de Lideta
L'aéroport de Lideta est situé à l'ouest d'Addis-Abeba en Éthiopie. 
Doté d'une piste unique en asphalte, cet ancien aéroport civil fut desservie par la compagnie Ethiopian Airlines jusqu'à l'inauguration du nouvel aéroport de Bole en 1961. Dès cette date, il devient exclusivement une base de l'armée de l'air éthiopienne.